# Cugliate-Fabiasco
Cugliate-Fabiasco ist eine italienische Gemeinde (comune) in der Provinz Varese in der Region Lombardei.

## Geographie
Die Gemeinde liegt etwa 14 Kilometer nördlich von Varese und bedeckt eine Fläche von 6,68 km². Zu Cugliate-Fabiasco gehören die Fraktione Cugliate und Fabiasco. Die Nachbargemeinden sind Cadegliano-Viconago, Cremenaga, Cuasso al Monte, Cunardo, Grantola, Marchirolo, Montegrino Valtravaglia und Valganna.

## Geschichte
In der Römerzeit wurde Cugliate von der römischen Straße Via Varesina überquert, die Mediolanum (Mailand) mit Luganum (Lugano) verband und nach Varisium (Varese) führte. Fabiasco war Teil des Lehens Val Travaglia, das 1438 von Filippo Maria Visconti an den Grafen von Locarno Franchino Rusca vergeben wurde. Ab 1583 ging das Gebiet in den Besitz der Familie Marliani über, da es zum Lehen der Quattro Valli, einer Gruppe des Val Marchirolo, gehörte. Im Jahr 1633 wurde die Gemeinde in die Liste der Ländereien der Pieve Valtravaglia aufgenommen, denen ein Salzkontingent zugeteilt worden war (1634).
Nach den Antworten auf die 45 Fragen von 1751 durch die II. Junta der Volkszählung war der Ort an den Grafen Giovanni Emanuele Marliani belehnt, der jährlich 37 Lire und 13 Soldi erhielt und nicht eingelöst wurde. Der Feudalrichter, dem das Dorf unterstellt war, wohnte nicht in der Gemeinde, sondern in Luino. Die Gemeinde hatte einen allgemeinen Rat, der sich aus den Einwohnern zusammensetzte, sowie einen Bürgermeister und einen Konsul als Beamte. Das Amt des Bürgermeisters wurde jedes Jahr ausgeschrieben und an denjenigen vergeben, der sich verpflichtete, das Amt für das niedrigste Gehalt auszuüben. Der Bürgermeister wurde mit der Verwaltung und dem Erhalt von Grundstücken und Kleingärten betraut. Das Amt des Konsuls wurde abwechselnd ausgeübt. Die Institution des Kanzlers, der in Marchirolo residierte, war noch sehr jung, und die Pflege der öffentlichen Akten wurde dem Bürgermeister anvertraut, da es kein Archiv oder einen Raum für die Aufbewahrung von Dokumenten gab.
Cugliate und Fabiasco waren autonome Gemeinden; sie wurden 1928 zusammen mit der Gemeinde Marchirolo aufgelöst und in der neuen Gemeinde Val Marchirolo zusammengefasst, bis 1955 die Gemeinde Marchirolo neu konstituiert wurde und das, was von der Gemeinde Val Marchirolo übrig blieb, den neuen Namen Cugliate-Fabiasco annahm, mit Sitz in Cugliate. Auf dem Gebiet von Cugliate-Fabiasco gibt es einen Teil des Verteidigungssystems an der Nordgrenze zur Schweiz, die sogenannte Linea Cadorna; insbesondere entlang der Route 5 am Monte la Nave und an der Alpe Manera gibt es Spuren davon.

## Bevölkerung
| Bevölkerungsentwicklung | Bevölkerungsentwicklung | Bevölkerungsentwicklung | Bevölkerungsentwicklung | Bevölkerungsentwicklung | Bevölkerungsentwicklung | Bevölkerungsentwicklung | Bevölkerungsentwicklung | Bevölkerungsentwicklung | Bevölkerungsentwicklung | Bevölkerungsentwicklung | Bevölkerungsentwicklung | Bevölkerungsentwicklung |
| ----------------------- | ----------------------- | ----------------------- | ----------------------- | ----------------------- | ----------------------- | ----------------------- | ----------------------- | ----------------------- | ----------------------- | ----------------------- | ----------------------- | ----------------------- |
| Jahr                    | 1805                    | 1853                    | 1881                    | 1901                    | 1921                    | 1951                    | 1971                    | 1981                    | 1991                    | 2001                    | 2011                    | 2021                    |
| Einwohner               | 425                     | * 706                   | 1172                    | 1049                    | 1172                    | * 1017                  | 1984                    | 2490                    | 2716                    | 2805                    | 3074                    | 3020                    |

- 1809 Fusion mit Marchirolo
- 1928 Fusion mit Marchirolo

## Verkehr
Cugliate-Fabiasco liegt an der Staatsstraße 233 von Mailand zur Schweizer Grenze. Der Bahnhof ist mit der früheren Bahnstrecke von Valganna-Ghirla nach Lavena Ponte Tresa 1953 stillgelegt worden.

## Sehenswürdigkeiten
- Pfarrkirche San Giulio